# Arianne Zucker
Arianne Bethene Zucker, (även känd som Arianne Zuker) född 3 juni 1974 i Northridge, Kalifornien, är en amerikansk skådespelare och fotomodell. Hon är mest känd för sin roll i Våra bästa år (Days Of Our Lives), som Nicole Walker DiMera. Hon driver sitt eget smyckeföretag, med namnet LowdSuga.
Hon gifte sig 2002 med Kyle Lowder, som spelade Brady Black i Våra bästa år.
Paret väntade sitt första barn runt december 2009.
Zucker sjunger låten Easy To Love You som finns på skivan Days Of Our Lives: Love Songs från 2005.